# François d’Escoubleau de Sourdis
François d’Escoubleau de Sourdis (ur. 25 października 1574 w Thouars, zm. 8 lutego 1628 w Bordeaux) – francuski kardynał.

## Życiorys
Urodził się 25 października 1574 roku w Thouars, jako syn François d’Escoubleau i Isabeau Babou de la Bourdasière. W młodości miał być przeznaczony do kariery świeckiej i zaaranżowano jego małżeństwo z Catherine Hurault de Cheverny. Po spotkaniu Fryderyka Boromeusza i Filipa Neriego zmienił zdanie i wstąpił do stanu duchownego. 3 marca 1599 roku został kreowany kardynałem prezbiterem i otrzymał kościół tytularny SS. XII Apostoli. 5 lipca tego samgo roku został wybrany arcybiskupem Bordeaux, a 21 grudnia przyjął sakrę. W 1605 roku został biskupem koadiutorem Maillezais. Dwa lata później ochrzcił Mikołaja, drugiego syna Henryka IV, a w 1615 roku celebrował zaślubiny Filipa IV i Elżbiety Burbon. Zmarł 8 lutego 1628 roku w Bordeaux.